# سانتو لوسورجيو
سانتو لوسورجیو، (بالإنجليزية: Santu Lussurgiu)‏، (سردينيا: Santu Lussurzu)، هي بلدية في مقاطعة أوريستانو، في المنطقة الإيطالية سردينيا، وتقع على بعد حوالي 110 كيلومترًا (68 ميلًا) شمال غرب كالياري، وحوالي 25 كيلومترًا ( 16 ميل) شمال أوريستانو. 

## السكان
في سنة 1861 بلغ عدد السكان 4٬655 نسمة، وتطور العدد ليصل في سنة 2011 لـ 2٬440 نسمة.
يظهر هذا المخطط البياني تطور النمو السكاني لـ سانتو لوسورجيو